# Rory McCann
Rory McCann (sinh ngày 24 tháng 4 năm 1969) là một nam diễn viên người Scotland.